# Philippe de Narbonne-Lara
Philippe-Louis-Marie-Innocent-Christophe-Juste de Narbonne-Lara, duc de Narbonne-Lara (né à Parme le 28 décembre 1750 et mort à Paris le 10 mai 1834), est un officier et haut fonctionnaire français.

## Biographie
Il serait le fils naturel de Louis XV et de Françoise de Châlus qui était mariée à Jean-François de Narbonne-Lara (né à Aubiac le 27 décembre 1718, et mort à Agen le 12 août 1806 où il habitait dans l'hôtel Lacépède depuis 1801), comte de Narbonne-Lara, puis duc de Narbonne-Lara en 1780, maréchal des camps et armées du Roi, gentilhomme de l'infant-duc de Parme, Plaisance et Guastalla en 1758 et commandant dans le Haut-Languedoc.
Il est le frère aîné de Louis Marie de Narbonne-Lara et le neveu de François de Narbonne-Lara.
Sous-lieutenant en 1767, capitaine de dragons au régiment de la Reine, Colonel du régiment de Forez et maréchal de camp en 1790, il émigre à la Révolution puis sert à l'armée des Princes, vit à Rome titré Grand d'Espagne en 1806 et rentre à la Restauration. Il est fait lieutenant-général des armées du roi et épouse par contrat le 3 janvier 1771 (religieusement le 5 février à Versailles) Antoinette-Françoise-Claudine de La Roche-Aymon (née au château de Mainsat le 13 juin 1750 - morte à Paris le 12 avril 1838, dame d'honneur de Madame Adélaïde, fille d'Antoine Louis François de La Roche-Aymon, lieutenant-général des armées du roi, chevalier des ordres du Saint-Esprit et de Saint-Louis et de Françoise-Charlotte de Bidal d'Asfeld. Il meurt sans postérité.
Il est sous-préfet de l'arrondissement d'Alès de 1815 à 1817, puis de l'arrondissement de Florac.